# Telchinia encoda
Telchinia encoda is een vlinder uit de familie van de Nymphalidae. De wetenschappelijke naam van de soort is voor het eerst voorgesteld door Jacques Pierre in een publicatie uit 1981.
De soort komt voor in Gabon en Congo-Kinshasa.